# Osawatomie
Osawatomie és una població dels Estats Units a l'estat de Kansas. Segons el cens del 2000 tenia 4.645 habitants.

## Demografia
Segons el cens del 2000, Osawatomie tenia 4.645 habitants, 1.781 habitatges, i 1.130 famílies. La densitat de població era de 403,9 habitants/km².
Dels 1.781 habitatges en un 34,7% hi vivien nens de menys de 18 anys, en un 44,9% hi vivien parelles casades, en un 13,3% dones solteres, i en un 36,5% no eren unitats familiars. En el 31,6% dels habitatges hi vivien persones soles el 14,1% de les quals corresponia a persones de 65 anys o més que vivien soles. El nombre mitjà de persones vivint en cada habitatge era de 2,42 i el nombre mitjà de persones que vivien en cada família era de 3,03.
Per edats la població es repartia de la següent manera: un 27,2% tenia menys de 18 anys, un 9,9% entre 18 i 24, un 30% entre 25 i 44, un 18,6% de 45 a 60 i un 14,3% 65 anys o més.
L'edat mediana era de 34 anys. Per cada 100 dones de 18 o més anys hi havia 91,9 homes.
La renda mediana per habitatge era de 29.104 $ i la renda mediana per família de 37.172 $. Els homes tenien una renda mediana de 30.650 $ mentre que les dones 23.043 $. La renda per capita de la població era de 15.353 $. Entorn del 10,9% de les famílies i el 12,9% de la població estaven per davall del llindar de pobresa.

## Poblacions més properes
El següent diagrama mostra les poblacions més properes.